# Eupithecia latimedia
Eupithecia latimedia là một loài bướm đêm trong họ Geometridae.